# إسلام سمحان
إسلام سمحان (مواليد 1981/82؟) هو شاعر أردني من أصل فلسطيني. ولد في عمّان حيث يقيم حتى الآن. صدرت له المجموعة الشعرية الأولى اليت حملتن عنوان "رشيقة كالظل" في عام 2007. اتُهم بالتجديف لأنه ضمّن عبارات من القرآن الكريم في هذا المجلد، وتم القبض عليه نتيجة لذلك. وأُطلق سراحه لاحقًا. وقد نشر منذ ذلك الحين عدة مجموعات أخرى؛ كما تمت ترجمة اثنين من كتبه إلى الإيطالية. تم ترشيحه من قبل مهرجان هاي كواحد من بيروت39 ، وهي مجموعة مختارة من أفضل الكتاب الشباب في العالم العربي.
دخل السجن لإدانته بتهمة الإساءة إلى الإسلام، استناداً لدعوى رفعتها دائرة المطبوعات والنشر في أكتوبر الماضى، بعد صدور ديوانه "برشاقة الظل"، كما قضت المحكمة بتغريم دار النشر 10 آلاف دينار.